# Deutscher Eishockeypokal 1968/69
Der Deutsche Eishockey-Pokal wurde in der Saison 1968/69 zum ersten Mal vom Deutschen Eishockey-Bund ausgespielt. Teilnehmer waren die Mannschaften der Bundesliga und fünf Teams aus der Oberliga. Der EV Füssen wurde freigestellt, da er als Deutscher Meister für den Europacupwettbewerb qualifiziert war. Angesichts der geringen Beteiligung vieler Teams wurde der Wettbewerb erst wieder 1983/84 ausgetragen.

## Teilnehmer

### Bundesliga
| - VfL Bad Nauheim - Düsseldorfer EG - Eintracht Frankfurt - Krefelder EV - Preussen Krefeld - Mannheimer ERC | - Augsburger EV - EC Bad Tölz - EV Landshut - FC Bayern München - SC Riessersee |

### Oberliga
| - Berliner Schlittschuhclub - Kölner EK | - ESV Kaufbeuren - SG Oberstdorf/Sonthofen - EV Rosenheim |

## Achtelfinale
- Eintracht Frankfurt – EC Bad Tölz 2:3, 5:3
- Düsseldorfer EG – EV Landshut 3:1, 2:5
- Mannheimer ERC – SG Oberstdorf / Sonthofen 8:0, 12:3
- Augsburger EV – Preussen Krefeld 7:2, 10:2
- Kölner EK – FC Bayern München 3-6, 5-5
- EV Rosenheim – Krefelder EV X:0, Rosenheim weiter
- ESV Kaufbeuren – Berliner SC 10:1, 10:5
- VfL Bad Nauheim – SC Riessersee 6:2, 2:7

## Viertelfinale
- ESV Kaufbeuren – SC Riessersee 5:4, 3:10
- Eintracht Frankfurt – FC Bayern München 6:4, 8:7
- EV Landshut – Augsburger EV 8:1, 8:3
- Mannheimer ERC – EV Rosenheim 7:3, X:0 Mannheim weiter

## Halbfinale
- SC Riessersee – Mannheimer ERC X:0 Riessersee weiter
- EV Landshut – Eintracht Frankfurt 8:1, 8:3

## Finale
Quelle: passionhockey.com
| Finalteilnehmer             | Serie | 1   | 2   |
| --------------------------- | ----- | --- | --- |
| EV Landshut – SC Riessersee | 7:6   | 2:1 | 5:5 |

Damit ist der EV Landshut erster Gewinner des Deutschen Eishockeypokals.

## Kader des Deutschen Pokalsiegers
| Deutscher Pokalsieger EV Landshut | Torhüter: Sepp Schramm, Johann Schneidermeier, Friedrich John Verteidiger: Michael Eibl, Heinz Bickleder, Günter Magura, Max Pfaller, Walter Rauhmeier • Heinz Scherr Angreifer: Gerd Banholzer • Wolfgang Dylla • Walter Glaser • Grund • Rudi Hejtmanek • Huber • Georg Krebs • Peter Krebs • Rupert Kreitmeier • Erich Kühnhackl • Dieter Lang • Burkhart Muggenthaler • Ernst Oswald • Pritscher • Alois Schloder • Kurt Schloder • Toni Steiger • Gerd Wagner • Manfred Weigl Cheftrainer: Karel Gut |